# Le nove vite del Natale
Le nove vite del Natale è un film televisivo del 2014 diretto da Mark Jean e tratto dal romanzo The Nine Lives of Christmas di Sheila Roberts. 

## Produzione
Il film è basato sul romanzo omonimo di Sheila Roberts. Brandon Routh e Kimberly Sustad sono stati scelti per interpretare i protagonisti del film, mentre Jim Head e Ted Bauman hanno funto da produttori esecutivi del film.

## Accoglienza
Il film è stato ben accolto dal pubblico. La prima di Le nove vite del Natale, l'8 novembre 2014, su Hallmark ha avuto 3,4 milioni di spettatori totali.

## Sequel
Nel 2021 la Hallmark ha realizzato un sequel del film, intitolato Nove cuccioli sotto l'albero. Il film, ambientato sette anni dopo il film precedente e sempre con Routh e Sustad come protagonisti, è stato presentato in anteprima il 25 novembre 2021."